# Safi Faye
Safi Faye (Dakar, 22 novembre 1943 – Parigi, 22 febbraio 2023) è stata una regista, attrice ed etnologa senegalese.
Fu la prima donna dell'Africa subsahariana a dirigere e distribuire commercialmente un film.

## Biografia
Nel 1966 incontrò a Dakar il regista ed etnologo francese Jean Rouch che la incoraggiò ad interessarsi di cinema e di culture.
Dopo aver lavorato nel suo paese come insegnante, si laureò in etnologia a Parigi dove conseguì un dottorato di ricerca nel 1979 per svolgere una tesi sul suo gruppo di appartenenza Serere; contemporaneamente cominciò a occuparsi di cinema frequentando corsi presso la Louis Lumière Film School. Esordì come attrice in Petit à petit di Jean Rouch e come regista con alcuni cortometraggi nei primi anni '70 (La passante, 1972 e Revanche, 1973).
Del 1975 è il suo primo lungometraggio, Kaddu Beykat, film sui rituali e sulla vita quotidiana delle contadine senegalesi; questo film rappresentò anche la prima opera di regia femminile nella storia del cinema africano. È difficile definirlo un film vero e proprio, per via della trama evidentemente contaminata dalla ricerca etnografica. In ogni caso il lavoro fu presentato a festival importanti come il Fespaco (Ouagadougou) e la Faye ottenne successi e riconoscimenti.
Negli anni Ottanta realizzò alcuni cortometraggi importanti come Les âmes au soleil (1981) e Racines noires (1985) e il film documentario dedicato a Elsie Haas, pittrice e regista haitiana. Solo nel 1996 ottenne i fondi per realizzare un lungometraggio, Mossane (1996), storia dal triste epilogo di una giovane donna che viene costretta dalla famiglia a sposarsi con un uomo molto più anziano di lei, in cui la regista dimostra una grande capacità di suggestionare il pubblico con un linguaggio poetico molto sottile e raffinato, con la musica e il rito che si trasformano in segni visivi tracciando il percorso di lotta e di ribellione della protagonista.

## Filmografia

### Regista
- La passante - cortometraggio (1972)
- Lettera contadina (Kaddu Beykat) (1976)
- Fad'jal - documentario (1979)
- Man Sa Yay - documentario (1980)
- Selbe - documentario  (1983)
- Mossane (1996)